# Andreas Schickentanz
Andreas Schickentanz (* 31. März 1961 in Dortmund) ist ein deutscher Jazz- und Improvisationsmusiker (Posaune).

## Leben und Wirken
Schickentanz wandte sich erst mit 18 Jahren der Posaune zu. Parallel zu klassischem Unterricht beschäftigte er sich zunächst als Autodidakt dem Jazz. Nach zwei Solistenpreisen bei Jugend jazzt (1982, 1984) wurde er in das Jugendjazzorchester NRW aufgenommen. Er studierte an der Hochschule für Musik und Tanz Köln bei Jiggs Whigham.
Mit dem Schickentanz Quintett entstand 1999 sein Debütalbum Flat Earth News. Zwischen 2005 und 2009 lebte er in Brüssel, wo er das Schickentanz New Quintet leitete und mit belgischen Musikern wie Michel Paré, Fred Delplancq, Eve Beuvens, der Unit 7 sowie der JazzStation Big Band auftrat.
2010 gründete er seine Formation Andreas Schickentanz & Refugium, mit der er 2013 die CD Chimera für JazzHausMusik aufnahm; auf demselben Label erschien 2015 auch seine Solo-CD Axiom, die positive Würdigung erfuhr. 2021 legte er mit dem Schlagzeuger Björn Lücker das Duoalbum Suspicion About the Hidden Realities of Sound vor. Gemeinsam mit Matthias Bröde leitet er das Quartett Four on the Outside mit Bassist Volker Heinze und Schlagzeuger Roland Höppner, das 2021 Inside auf Toy Piano Records veröffentlichte.
Schickentanz arbeitete zudem mit der WDR Big Band Köln, der NDR-Bigband und der hr-Bigband. Er konzertierte mit Slide Hampton, Claudius Valk, Matthias Nadolny, David Friesen, Lee Konitz, David Liebman, Norbert Stein, Markus Stockhausen, Darcy James Argue, Pedro Giraudo, Gwilym Simcock und Nils Wogram. Er ist auch auf Alben mit Paul Heller, dem Cologne Contemporary Jazz Orchestra, der Frank Reinshagen Big Band, dem King of Swing Orchestra und der RTL Big Band zu hören.